# Ираку
Ираку (правилно произношение ии'рак; самоназвание ирок; мбулу, мбуру, мбулунге, вамбулу, кираку, ерок)
(Iraqw) е общоприето име, с което се обозначават цял ред родствени по език и култура племена, населяващи териториите между езерата Еяси и Маняра в Северна Танзания. В тази група са включени племената алагва, обитаващи горното течение на р. Бубу, бурунги – по горното течение на реките Кинясунгве и Сола, горова, кондоа и други. Общата им численост не е голяма – 577 000 души по данни от 2010 г. Племената ираку представляват 1,8% от цялото население на Танзания. Прирастът им е по-голям от средния прираст на населението в регион Аруша. Средната семейна структура за 1988 г. е 6,2.

## Местообитаване
Ираку обитават регионите Аруша и Маняра в Танзания. Разселени са по високото плато между езерата Еяси и Маняра. Това включва около 1/3 от регион Аруша и областите Мбулу, Хананг и Бабати в регион Маняра. На север достигат до територията на кратера Нгоронгоро, на изток – до долината Яеда и границите на област Ирамба в регион Сингида. На запад опират до стръмните склонове на Рифтовата долина, а южните граници вървят по линията Басоту-Катеш. Земите на ираку граничат на юг с териториите на датога, на изток – с тези на племето умбгуве, а на север и запад – със земите на хадзапите. Датога говорят на езика датога, умбгуве говорят на суахили и двете групи ползват за племената ираку названието вамбулу, което на техния език означава „хора, говорещи непонятно“.
Областта, населявана от народа ираку, представлява високопланински масив със средна надморска височина около 1800 м и е известна с името „Страната на великите кратери“. Околността е хълмиста, обрасла с треви, храсталаци и гори. Гори растат до 2300 м над морското ниво, а климатът е благоприятен за местните жители. Тук почти никой не страда от малария, както се случва при голяма част от африканските народи.
Административен и икономически център на племената е гр. Мбулу, наричан от ираку Вамбулу.

## Физически белези
По антропологичен тип ираку се отделят от средата на окръжаващите ги народи банту. Те са красиви хора, характеризиращи се с висок ръст и тънки черти на лицето, а цветът на кожата им е по-светъл от този на съседните племена. Физическите им белези са много близки до тези на етиопците. Този им външен вид, както и кушитския език, който говорят, дават основание да се смята, че в някакъв момент от своята история, те наистина са тръгнали от Етиопия и са мигрирали на юг по протежение на Рифтовата долина.
Ираку, с техните отличителни физически белези, са единствените племена от кушитски произход в района. Както племената хадзапи и сандаве, така и племената ираку принадлежат към най-древното население на Източна Африка.

## Език
Езикът на племената е ираку и се отличава от езиците на околните племена с някои особености, които поставят изследователите в затруднение, опитвайки се да го класифицират. Говори се от около 462 000 души по оценка от 2001 г. Езикът ираку, заедно с недобре изучените езици аса (амараник) и нгомвиа образуват южната подгрупа на кушитските езици от афро-азиатското езиково семейство. Съществува сложна система от съгласни, към които спадат глотализираните съгласни, които се произнасят с по-голяма сила, мъжечните съгласни, произнасяни с помощта на мъжеца, беззвучни съгласни и др. Имената имат две числа и две състояния, както и три рода – мъжки, женски и множествен. Глаголът се предшества от аналитичен показател за лице, род и число на обекта, освен това за време, наклонение и залог. Лицето, родът и числото рефлектират и във формата на самия глагол чрез суфикси и редуване. Езикът ираку е само разговорен. Няма писменост, обучението се провежда само на суахили и цялата административна документация се пише също на суахили.

## История
Съгласно една от версиите племената ираку произхождат от териториите на съвременна Етиопия, откъдето етносът се е разселил далеч на юг. Предполага се, че това се е случило през II-I век пр.н.е. Пътят им към Нгоронгоро преминава през Западна Кения. Установяват се сред гористите хълмове край езерото Еяси и живеят там в продължение на около 200 години, докато племето барабейг (барбейг) не ги изтиква на юг. В Танзания нахлуват в началото на 19 век под натиска на прииждащите племена на масаите. Предполага се, че са дошли от областта около Енгарука – система от полузабравени руини в Източноафриканската рифтова долина близо до езерото Натрон, която датира от около 1400 г. Това е един от най-интересните археологически обекти в Танзания. Някои историци смятат, че по онова време Енгарука е бил център на силно кралство, което по неизвестни причини е било изоставено в края на 17-и и началото на 18 век. Според устните предания и легенди на ираку, племето се заселва на място, наречено Ма'ангавати, за което се предполага, че се намира някъде около малкото градче Кондоа, на юг от настоящото им обиталище. По-късно ираку загубват битката срещу племената датога и им се налага да се оттеглят отново на север, към Мурай и Кайнам в близост до гр. Мбулу. След това натискът от съседните племена принуждава ираку да се преселят отново и през 1930 г. пристигат в регион Аруша, на 70 км. от гр. Карату. По време на британското управление ираку предявяват претенции към старите си земи край кратера Нгоронгоро и искат да се завърнат там. Колониалното управление обаче не им позволява, защото тези територии вече са заети от масаите. Все още между учените се водят спорове какъв е произходът на ираку и къде точно е тяхната прародина. Съществуват теории, че действителната родина на ираку е Ирак, за което също се привеждат сериозни доводи.
В началото на 20 век колониалните сили нарекли града, около който било концентрирано населението на ираку, Мбулу. По неприятно стечение на обстоятелствата това неправилно произношение на названието Имбору на езика суахили означава „глупак“. Постепенно започнали да наричат с името „мбулу“ и цялото племе ираку. Десетилетия по-късно младото поколение повежда борба за премахване на това название, което е обидно и унизително за неговия народ.

## Митология и религия
По-голямата част от населението е съхранило древните вярвания, според които душата на човека е вечна, а след смъртта се връща в митичната родина на племето. В космогоничните митове е заложена борбата между две начала – добро, представено от слънчевото божество и демиург Ло'а и злото в лицето на Нетлангв. Освен това различни зли сили живеят във водите и на планинските върхове.
Около 16% от ираку са вярващи християни, привърженици на католическата, протестантската и лютеранската църкви. Малка част са мюсюлмани.

## Бит

### Поминък
Най-голямо значение за поминъка на ираку има скотовъдството. Обикновено животните са обща собственост на целия род, а когато са лична собственост, на всеки владелец на говеда се падат средно по 30 до 40 глави добитък. Животновъдството е пасищно, като храна за животните отделно не се приготвя, а грижата за тях се поема от мъжете в рода. Доенето, обаче се извършва изключително от жените. Отглеждат предимно едър рогат добитък, магарета, кози и овце, а напоследък – допълнително прасета и кокошки. Животинският тор се събира много внимателно за да бъде разхвърлян по-късно по нивите. Тъй като животът на хората е тясно свързан с домашните животни, съществуват редица традиции и обреди, свързани с тяхното отглеждане.
Значително място в живота на ираку заема и тропическото земеделие. Земята се обработва съвсем примитивно с мотики, като с тази дейност се занимават основно жените. На неголеми оградени участъци се отглежда главно царевица, бобови растения, просо, тютюн, зеленчуци, жито, сладки картофи, червено и бяло сорго, тикви, банани. Ползват сложно терасиране за ограничаване на ерозията на почвата, сложни техники за напояване, редуване на културите и използване на оборски тор.
Добре развити са занаятчийството и търговията. Основно се занимават с тъкачество, обработка на кожи, мед и дърво. Поддържат добри търговски връзки със съседните племена. С датога разменят царевица и тютюн срещу домашни животни и железарски изделия. С хадзапите разменят тютюн срещу див мед. Развита е и търговията с народите от групата банту.
Въоръжението на мъжете ираку в миналото се е състояло от копие, лък, отровни и неотровни стрели и кръгъл кожен щит. Мъжете са ги украсявали, резбовайки различни шарки, като предимство имат спираловидните детайли.

### Селища
Селищата са от дисперсен тип с разпръснати жилища. Често са разположени поединично върху част от земята, която обработват. Най-голямата териториална единица е ая, обединяваща няколко по-малки хя. Има два вида жилища – кръгли и правоъгълни. Жилищата с кръгла форма са със стени, сплетени от пръчки и измазани с глина, с конични сламени покриви и максимален диаметър от 5 метра. Хората спят на платформи, издигащи се на около 2,5 м над пода, а под тях и в останалата част от дома се приютяват домашните животни през нощта, които по този начин са добре запазени от нападатели. В пространството пред дома се оформя двор, който също се използва за жилищни нужди. Другият вид, правоъгълните, са с плосък покрив и се строят вградени в хълмовете, само с една фасадна стена. Покривът се покрива се с дебел слой почва, върху която се насажда трева, така че са трудно различими, погледнати отгоре. Представляват почти хоризонтално продължение на планинския склон. Към много от тях се изкопават тунели и шахти, които ги свързват със съседните постройки, или извеждат на безопасно разстояние. Традиционните жилища се строят по този начин, заради заплахата от нападения от масаите, с които ираку твърде дълго са живели в съседство. Масаите са нападали съседните племена за да крадат добитък, който според тях им принадлежат по волята на Бог и те имат право да си го вземат. По време на война жените, децата и добитъкът могат да пребивават с дни в шахтите, запазени от всякакво нападение.

### Хранене
Храната на ираку се състои предимно от месо и млечни произведения. Месото се вари с различни подправки, а млякото се консумира в два варианта – прясно и кисело. Любима напитка на племето е животинска кръв, примесена с прясно мляко. Главното хлебно растение е соргото, като от един специален вид от него приготвят и бира. Произвеждат и друг вид бира – помба, направена от царевица или просо. Рибата въобще не се приема като храна. Традиционни храни на племето са угали (твърда каша с месо, зеленчуци, мляко и мед) и канде (царевица с фасул).

## Обществени отношения
Обществото е патрилинеарно, т.е. съществена е родовата връзка по мъжка линия. Познанието за историята на родовете и генеалогията в племенните групи е традиционно важно и ираку помнят произхода на всеки човек в рода. Съществува система от социални класи, разделени на базата на възрастов показател. Родовете не са уседнали на едно и също място, а живеят разпръснато. Обикновено по-възрастните хора, обитаващи една и съща зона, независимо от клановата си принадлежност, се събират, дискутират и решават общо проблемите на цялата групата. Най-често това са спорни въпроси за земя, или налагане на някакво наказание. Излъчва се говорител или лечител, който да се заеме с преговорите за разрешаване на възникналите проблеми.

### Лечители
Лечителите се излъчват от строго определени родове и се ползват с голям респект сред съплеменниците си, като например известния лечителски клан Манда. Всички лечители са длъжни да докажат способностите си. Преди да получи правото да лекува, или да дава съвети от общ характер, лечителят обикновено е трябвало да се представи като предсказател с магически способности за измолване на дъжд. Съществува изразена тенденция да се търсят лечители от другите етнически групи – сукума, исанзу, суахили и др. В основата на тази практика е схващането, че произходът на най-мощните лечебни сили е извън културата на ираку.

### Човешката чистота
Една от най-важните концепции в обществото на ираку е тази за човешката чистота. Човек може да бъде нечист в зависимост от няколко фактора – например когато жената е в цикъл, ако е родила с усложнения, ако мъж или жена имат определен вид наранявания по тялото и др. Нечистите хора са избягвани и подложени на обществена изолация. Разбира се, съществуват ритуали за пречистване на хора, домове, земя и даже цели райони.

### Брачни обичаи
Родовете при племето ираку са екзогамни, т.е. мъжете не могат да се женят за жени от своя род. Съществуват два вида брак. Първият се нарича babaganahaniis, което в превод означава „бащата я дава“. Това предполага, че семейството на момичето е съгласно с брака и тържеството се провежда и в дома на булката, и в дома на младоженеца. Вторият вид е wathliim и се превежда като „тайна женитба“. В този случай родителите на младоженката не одобрява брака и всички ритуали се провеждат само в дома на момчето. Преди да получи разрешение за женитба, кандидатът трябва да заплати на родителите на избраницата си откуп. Традиционно той се състои в няколко глави едър рогат добитък. Освен това женихът подарява на булката желязна гривна, която представлява символ на брака. В брачните отношения при ираку съществува полигамия. В културата им жените се ценят високо, защото са носители на живота. Браковете се уговарят предварително, а женитбата по любов се счита за неразумна и може да доведе до обезнаследяване. Когато жената се омъжва, тя обикновено получава от баща си 4 крави като зестра. Още една крава се подарява на семейството на младоженеца. Веднага след като сватбата е обявена, майката на булката започва да приготвя сватбена пола и богато украсена завивка от козя кожа, украсени с различни материали и изобразяващи слънцето, дървета и различни елементи, характерни за дома.

### Инициация
Раждането на дете също се празнува тържествено. При достигане на определена възраст всички момчета се подлагат на церемония за обрязване, а момичетата се уединяват в гората и там под ръководството на по-възрастни жени преминават през обред на посвещаване за пълноправно членство в обществото. Тъй като тези тържества не се провеждат всяка година, възрастта на децата, участващи в тях, е между 10 и 16 години. Главната цел на обредите за момичетата е да бъдат подготвени за ролята на майки и домакини.

## Изкуство
Главната форма на изкуство при ираку е изработването на поли и завивки от козя кожа. Декорациите са доста сложни и всеки детайл символизира някакви битови елементи или философски понятия. При изработката им се използват жълти ленти, изобразяващи слънцето, зелени – за дървета и много различни украси, включително мъниста, с помощта на които се изобразяват елементите, характерни за един дом. Различно оцветени квадратни парчета символизират превратностите на живота. Цветни ленти от мъниста в бяло, черно и червено символизират хармонията между хората. Сами по себе си това са истински произведения на изкуството. Приготвят се за сватбената церемония и за инициацията на момичетата. Кошничарството е също добре развито между хората от племето. Произвеждат се различни видове изделия, известни с красотата и майсторската си изработка.
Произведенията от мед и резбованите дървени маски са също така впечатляващи, а медните религиозните фигури са търсени от туристите като сувенири.

## Съвременно състояние
При съвременните условия, при добре развитите търговски и парични отношения, икономическите връзки в родовете изчезват. Нарушават се и териториалните граници на племената. Голяма част от хората се преселват в европейските ферми или в градовете и скъсват родовите и племенните връзки. Постепенно ираку се асимилират от околните племена, забравят родния си език и повсеместно контактуват само на суахили. Много хора от племето работят и в областта на туризма. Голяма част от ираку продължават живота си като земеделци и животновъди. Но между тях има и личности, известни в областта на висшето образование, бизнеса и националната политика. Например бившият премиер-министър и един от водещите членове на опозиционната партия в парламента са по произход от племето ираку.
В село Нджиа Панда, на 9 км от гр. Карату е изграден център за култура и изкуство на племената ираку. Целта му е да запази и стимулира развитието на културата на този народ. Изграден е във формата на традиционно укрепена къща, вградена толкова плътно в хълма, че има само една фасадна стена. Исторически укрепването и камуфлажът е от съществено значение за избягване на войнственото внимание на племената масаи и барабаиг. Центърът съдържа подземен бункер с тунели за бягство. Там е организирана експозиция от оръжия, инструменти, мелнични камъни и мебели. Организират се и изпълнения на традиционна музика. Центърът се издържа от продажба на занаятчийски произведения – постелки, кошници, традиционни дрехи, бижута, глинени гърнета, калабаши и др.
Видео
Танц на ираку